# Dům Červený jelen
Dům Červený jelen, původního názvu Roter Hirsch, později Sparkasse, stojí v městské památkové zóně v Karlových Varech v ulici Moskevská 901/2. Pochází z roku 1912.

## Historie
Na místě dnešního domu, při tehdejší cestě vedoucí na Loket, byl v roce 1864 postaven hostinec Roter Hirsch (Červený jelen). Stavbu zřídil Felde Hüpar podle plánů stavitele Georga Fülly.
Nový majitel Philipp Guttenstein se v roce 1911 rozhodl hostinec celkově přebudovat, vč. navýšení budovy o dvě patra a podkroví. Projekt přestavby vypracoval v létě 1911 stavitel Alois Sichert a ještě téhož roku stavba započala. Ukončena byla v roce následujícím, 1912.
Roku 1927 bylo podle návrhu karlovarského architekta Karla Riedla rekonstruováno přízemí, kde byla místo tehdejší kavárny zřízena pobočka Karlovarské spořitelny. Též byl upraven štít v nároží, kam byl umístěn nápis s hodinami. V roce 1935 byl vstup opatřen reliéfními vlysy sochaře Wilhelma Srb-Schlossbauera.

## Ze současnosti
V roce 2014 byl dům Roter Hirsch/Sparkasse uveden v Programu regenerace Městské památkové zóny Karlovy Vary 2014–2024 v části II. (tabulková část 1–5 Přehledy) v Seznamu památkově hodnotných objektů na území MPZ Karlovy Vary a jejich aktuální stav s vyjádřením nevyhovující.
V současnosti (prosinec 2021) je budova evidovaná jako objekt k bydlení v soukromém vlastnictví.

## Popis
Dům se nachází v městské památkové zóně v centru obchodně správní části města na nároží ulic Moskevské a Dr. Davida Bechera. 
Přestavba v letech 1911–1912 dala budově ráz pozdní secese s geometrickými prvky, z nichž vynikají především trojboké arkýře a zalamované štíty. Nad vstupem do budovy jsou reliéfní vlysy německého sochaře Wilhelma Srb-Schlossbauera symbolizující běžný život v lázeňském městě, např. lázeňský host, Vřídlo, cestovní kancelář, nákupy, hotel, úřad, výroba porcelánu, zednické práce.